# Lufthansa Italia
A Lufthansa Italia légitársaság a németországi Lufthansa leányvállalata volt. Az anyavállalat 100%-os tulajdonában lévő cég székhelye az olaszországi Milánóban található. A 2009. február 2-án alapított társaság 2009. április 1-jétől 8 európai nagyváros és további 3 olasz célállomás között indított járatokat. A társaság 8 Airbus A319 típusú repülőgépet közlekedtetett. A cég 2011. október 29-én megszűnt.

## Története
2008. áprilisában a német Lufthansa bejelentette, hogy a jövőben hat Embraer 195 típusú repülőgépet fog majd a malpensai nemzetközi repülőtéren állomásoztatni, a Milánóból induló Európán belüli járatok kiszolgálására, amelyeket – a tervek szerint – a vállalat olasz leánya, az Air Dolomiti üzemeltetett volna. A Lufthansa ennek érdekében szerződést kötött a milánói repülőtér üzemeltetőjével, a S.E.A. S.p.a.-val. 2008. szeptember 11-én a Lufthansa bejelentette az első 8 úticélt, melyeket az Air Dolomiti szolgált volna ki. Tervezték a nagyobb Airbus A319-es repülőgépek üzembe helyezését is, ezzel egyidőben a Lufthansa bejelentette 150 új munkahely létrehozását Milánóban. Az első jegyeket 2008. október 14-én vásárolhatták meg az érdeklődők. November 26-án azonban a Lufthansa bejelentette a Lufthansa Italia megalapítását, mely átvette az Air Dolomititől ezen szolgáltatások üzemeltetését. Ugyanakkor a Lufthansa fenntartotta kérését, hogy társuljon a csődbe került Alitaliával. 2009. március 3-án az első országon belüli útvonalak is foglalhatóvá váltak.
Utolsó járata Palermóból Milánóba repült 2011. október 29-én.

## Úticélok

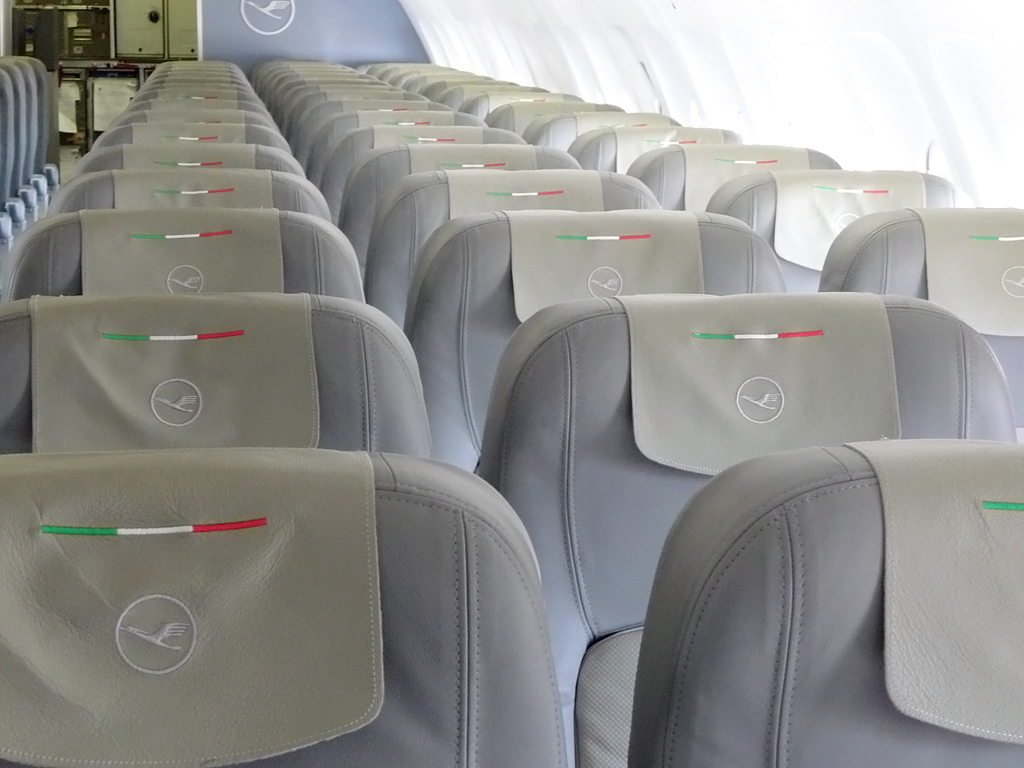

### Európa
- Belgium
  - Brüsszel (Brüsszeli repülőtér)
- Franciaország
  - Párizs (Charles de Gaulle nemzetközi repülőtér)
- Magyarország
  - Budapest (Ferihegyi nemzetközi repülőtér)
- Olaszország
  - Bari (Bari nemzetközi repülőtér) – 2009. április 1-jétől
  - Milánó (Malpensai nemzetközi repülőtér) BÁZIS
  - Nápoly (Nápolyi nemzetközi repülőtér) – 2009. április 1-jétől
  - Róma (Leonardo da Vinci nemzetközi repülőtér) – 2009. április 1-jétől
- Portugália
  - Lisszabon (Portelai repülőtér) – 2009. március 29-től
- Románia
  - Bukarest (Henri Coandă nemzetközi repülőtér)
- Spanyolország
  - Barcelona (Josep Tarradellas Barcelona-El Prat repülőtér)
  - Madrid (Adolfo Suárez Madrid-Barajas repülőtér)
- Egyesült Királyság
  - London (London Heathrow repülőtér) – 2009. március 29-től

## Flotta
Egy, a BMI társaságtól lízingelt A319-es típusú repülőgép üzemel majd napi 3 alkalommal, hetente hatszor a Milánó–London útvonalon.